# Hera (Unternehmen)
Die Hera S.p.A. (Akronym für Holding Energia Risorse Ambiente) ist ein italienisches Versorgungsunternehmen mit Sitz in Bologna. Das Unternehmen ist in den Bereichen Wasser-, Elektrizitäts- und Erdgasversorgung, sowie in der Abfallwirtschaft tätig.

## Geschichte
Die Hera S.p.A. entstand 2002 durch den Zusammenschluss von 11 Versorgungsunternehmen der Region Emilia-Romagna.
Im Geschäftsjahr 2024 versorgte das Unternehmen über 4,2 Millionen Bürger in 316 Gemeinden in den Regionen Emilia-Romagna, Friaul-Julisch Venetien, Marken, Toskana und Venetien.

## Aktionärsstruktur
(Stand: März 2025)
- Öffentliche Hand, darunter 111 italienische Gemeinden: 45,8 %
- Streubesitz: 54,2 %